# Istoria statului Eswatini
Triburile swazi (de origine bantu) se stabilesc la sfârșitul sec.18 pe teritoriul Swazilandului și întemeiază aici un stat care, sub conducerea regelui Sobhuza I (1810-1839), se opune cu succes cuceririi zuluse. Regele Mbandzeni (1874-1889) recunoaște, în 1881, autoritatea engleză, Swaziland devenind, în 1903, protectorat britanic. Înconjurat în proporție de 3/4 de Uniunea Sud-Africană, Swaziland este legat, de la proclamarea acesteia ca dominion, în 1910 , printr-o uniune monetară și vamală de acest stat. În 1967 Swaziland obține autonomie internă, iar la 06.09.1968 își proclamă independența de stat în cadrul Commonwealth-ului. Sobhuza II, încoronat în 1899, la câteva luni de la naștere , rege (până în 1921, sub regența bunicii sale Gwamite), domnește până la moartea sa , în 1982, deținînd recordul celei mai lungi domnii a unui monarh în sec.20. Regatul Swaziland rămâne astăzi, de facto, o monarhie absolută, bazată pe solidaritatea structurilor sociale și politice tradiționale. Regele Sobhuza II, devenit în 1968 șef al statului independent, abrogă în 1973, Constituția , interzice partidele politice, dizolvă, în 1977, Parlamentul și anunță reîntoarcerea la sistemul tradițional de guvernare tribală (Tinkhundla).